# Ocean Two
Ocean Two (conocido como O2) es un colosal rascacielos de 273 metros de altura y 73 pisos, ubicado en el creciente sector de Costa del Este, Panamá. Su construcción comenzó en el 2006 y concluyó a finales del 2010 fecha en la cual se convirtió oficialmente en el edificio más alto de Panamá y toda Latinoamérica. Sin embargo fue superado por la torre JW Marriott Panamá.
Su construcción duró 3 años, en el diseño estuvo involucrado la firma arquitectónica Pinzón Lozano & Asociados y desarrollado por la empresa F&F Properties. Este rascacielos es un proyecto predecesor de su edificio hermano el Ocean One de 207 metros, el cual comparte ciertos parecidos físicos en su fachada; ubicado a unas cuadras del mismo, en el mismo sector de Costa del Este en la Avenida Paseo del Mar.

## Datos clave
- Altura: 273 m
- Condición: Construido
- Rango: 	
  - En Panamá: 2010: 1º lugar
  - En Latinoamérica: 2010: 1º lugar
  - En el Mundo: 2010: 171º lugar según CTBUH.